# Villa Winternitz
Die Villa Winternitz (tschech. Winternitzova vila) ist das letzte von Adolf Loos entworfene Privathaus. Es wurde im Jahr 1932 im Prager Stadtteil Smíchov erbaut und ist heute für die Öffentlichkeit zugänglich.

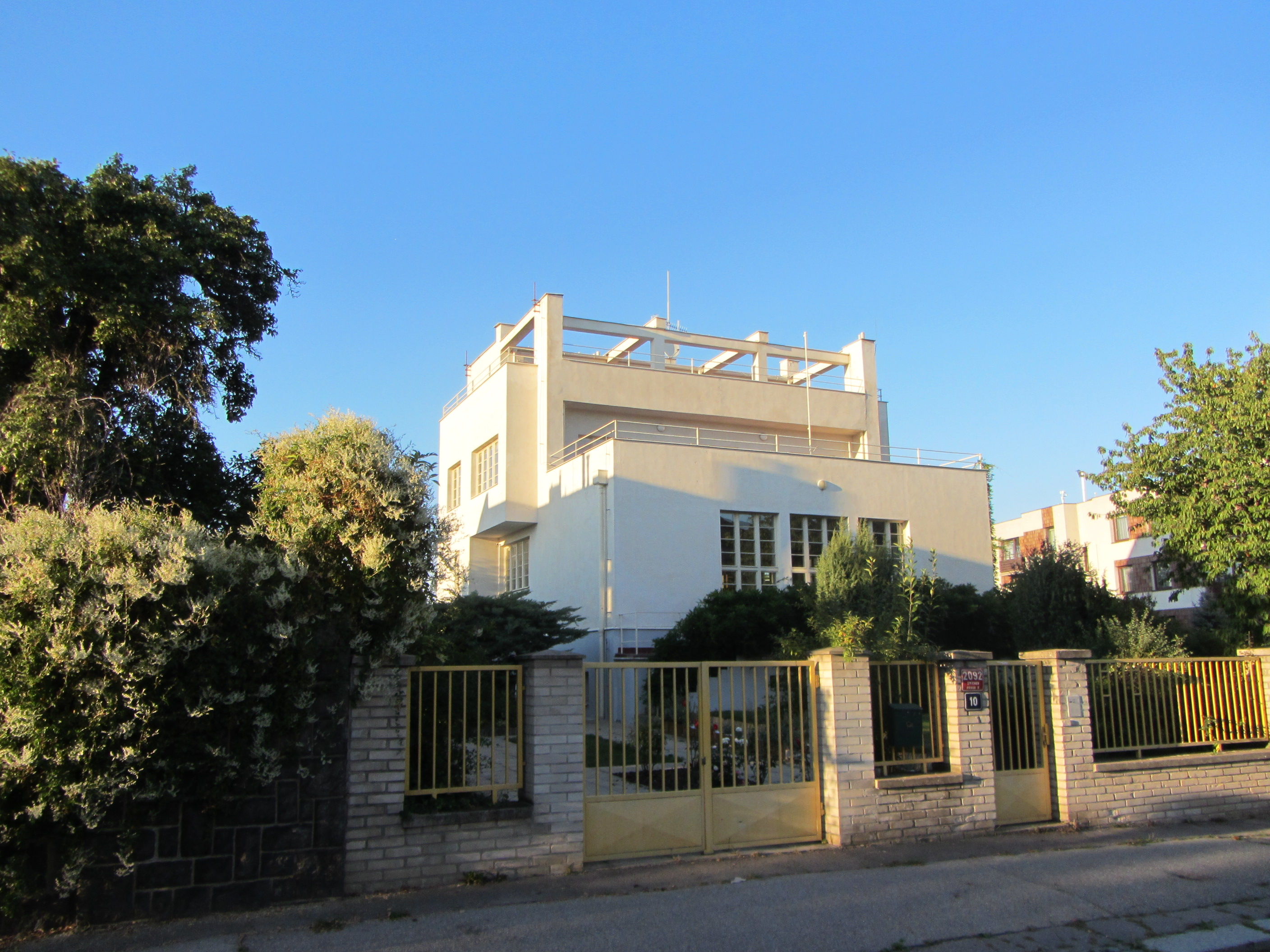
Blick auf die Villa von der Straße Na Cihlářce aus
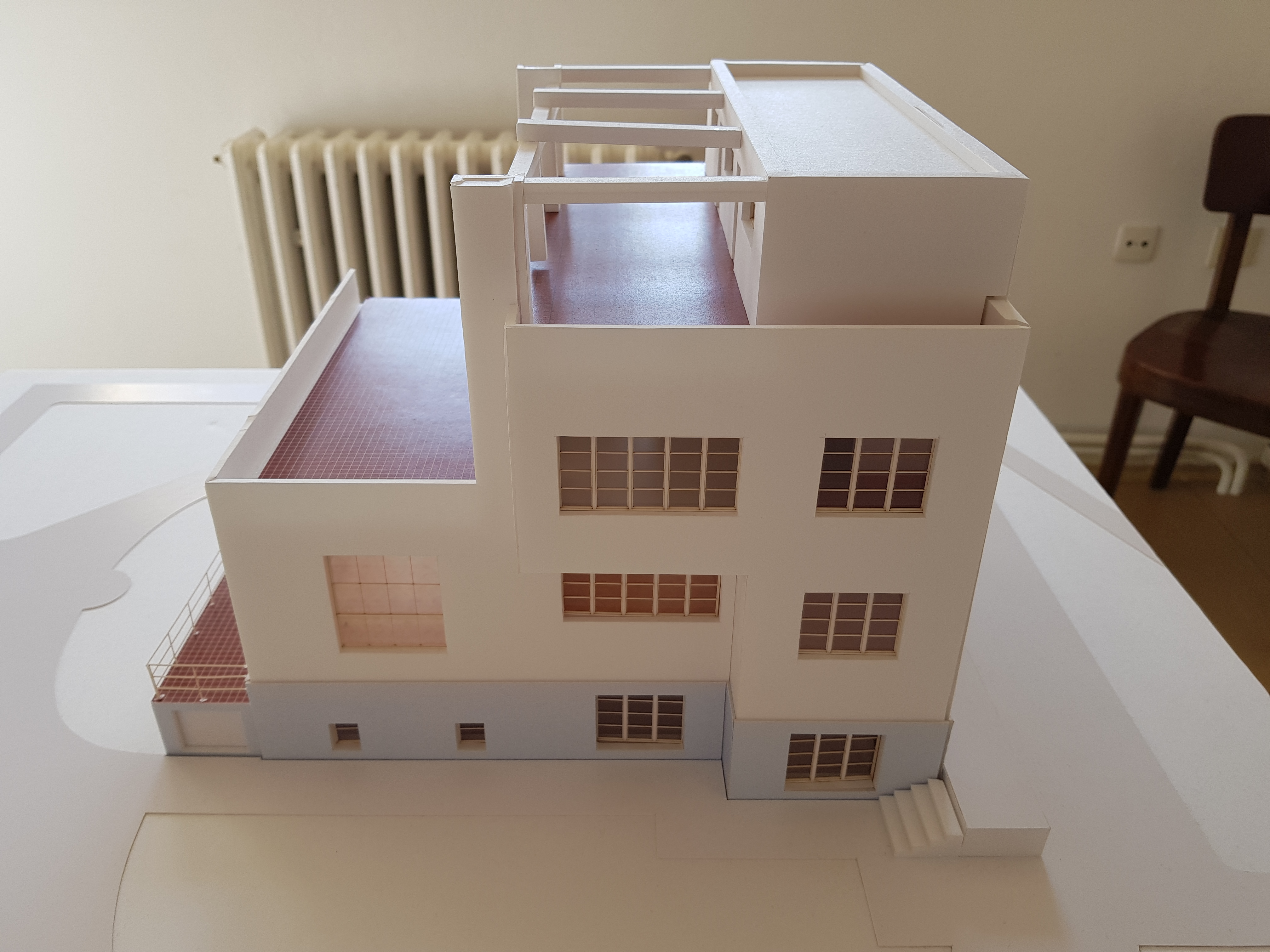
Seitenansicht der Villa im Modell
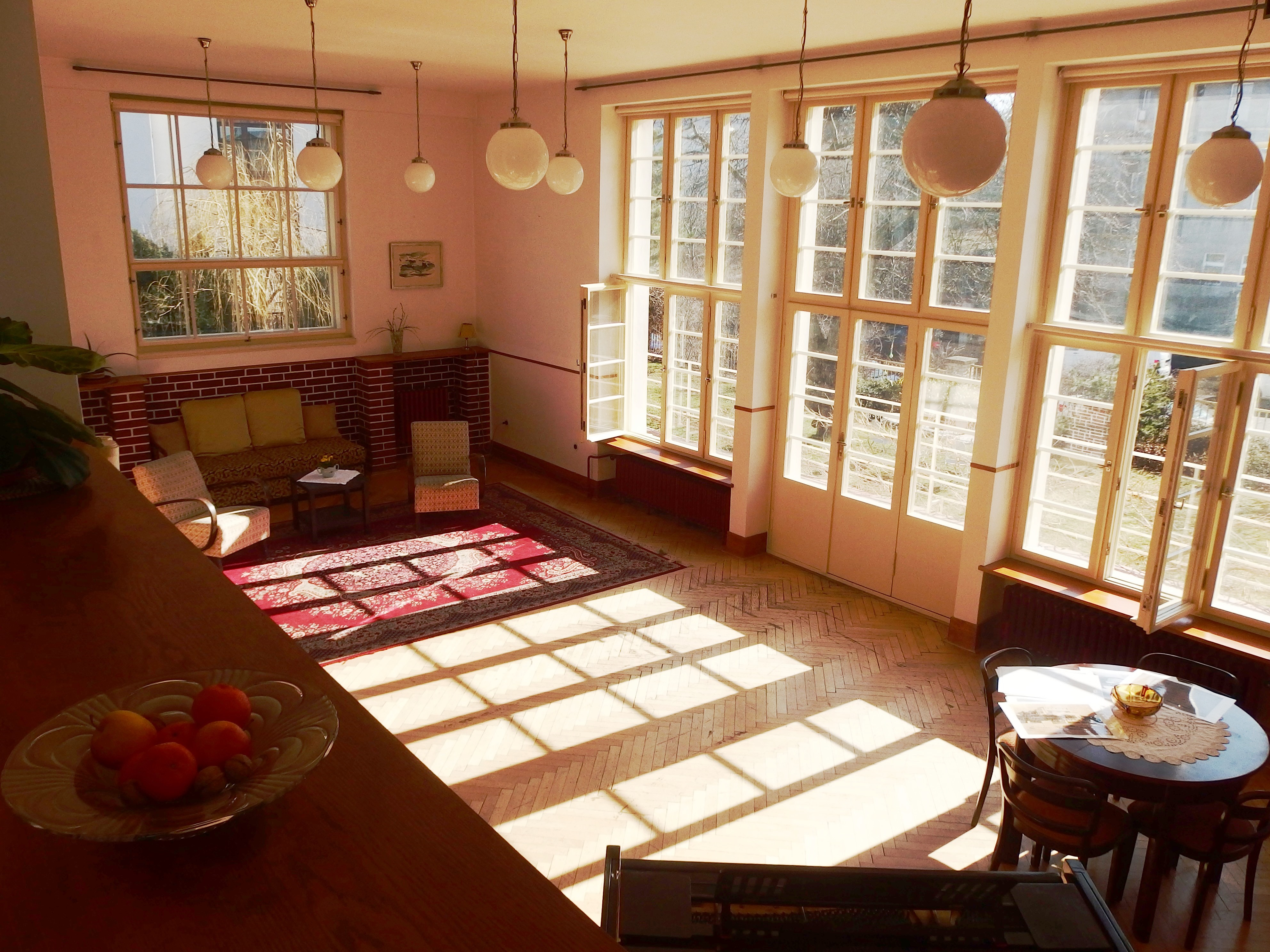
Blick ins Wohnzimmer